# Панков
Панков је трећи административни округ (Bezirk) Берлина, и уједно највећи по броју становника. Налази се на северу града. Године 2001, територија општине је проширена дотадашњим општинама Пренцлауер Берг и Вајсензе. Име Панков је тада задржано. 
Тренутни председник општине је  др Корделија Кох (Савез 90/Зелени).
Округ има површину од 103 km² и 366.239 становника (2008). 